# Carlos Toro
Carlos Antonio Toro (Valparaiso, 4 februari 1976) is een voormalig profvoetballer uit Chili, die speelde als doelman.

## Clubcarrière
Toro speelde clubvoetbal voor onder meer Santiago Wanderers en Provincial Osorno. Met die eerste club won hij in 2001 de Chileense landstitel.

## Interlandcarrière
Toro speelde drie officiële interlands voor Chili. Hij maakte zijn debuut in de vriendschappelijke uitwedstrijd tegen Honduras (3-1 nederlaag) op 21 maart 2001 in San Pedro Sula. Ook Sebastián González en Milovan Mirošević maakten hun debuut in dat duel. Na de rode kaart voor doelman Marcelo Ramírez in de 35ste minuut moest Mirošević plaatsmaken voor Toro, die kort daarop met Chili deelnam aan de strijd om de Copa América in Colombia.

## Erelijst
Santiago Wanderers
- Primera División

2001